# Theodosius van Syracuse
Theodosius van Syracuse (Syracuse, 9e eeuw – Emiraat Sicilië, 9e eeuw) was een Byzantijns monnik in Syracuse. Het was de periode dat Sicilië, of toch een deel van de oostkust, nog in handen was van de keizer van Byzantium. Theodosius’ brief over de Arabische verovering van Syracuse na het maanden durend Beleg van Syracuse (877-878) is de bron bij uitstek over de val van de stad. Theodosius was een ooggetuige.

## Levensloop
Theodosius leefde in het Byzantijnse deel van Sicilië. Hij was monnik in de kathedraal van Syracuse en werkte er als grammaticus. Hij overleefde het bloedbad dat de Arabieren naar zijn zeggen aanrichtten in Syracuse na het Beleg (878-879) en de Val van Syracuse op 21 mei 878. Emir Giafar Ibn-Muhammad liet de Byzantijnse gezagsdragers uitmoorden. Theodosius zat verstopt achter het altaar van de kathedraal, samen met zijn bisschop Sophronius en twee diakens. De Arabische commandant Semnoen liet hen in leven en sloot hen op. Wat Theodosius nog eerst omschreef als een goddelijke redding van zijn leven, blijkt, volgens zijn notities, een andere draai te kennen. Semnoen verplichtte de vier geestelijken te zeggen waar het zilverwerk van de kathedraal verstopt lag.
Later werden de vier geestelijken overgedragen naar de gevangenis in de hoofdstad van het emiraat Sicilië, in Palermo. Hij werd er voor de emir gesleept. Deze eiste losgeld voor Theodosius’ vrijlating, wat veel later ook plaats vond.

## Brief van monnik Theodosius aan aartsdiaken Leo
De brief van Theodosius aan een verder onbekende aartsdiaken Leo is de bron van informatie over het Beleg van Syracuse (877-878). Theodosius schreef in het Middelgrieks of Byzantijns Grieks. Een fragment van de Griekse versie is bewaard in de Bibliothèque nationale de France in Parijs. De volledige brief is bekend gebleven door de vertaling naar het Latijn door de 17e-eeuwse jezuïet Ottavio Gaetani. Deze publiceerde de volledige brief in zijn werk Vitae sanctorum Siculorum (1657). De oorspronkelijke Griekse versie ontving hij van de abdij van Santa Maria di Roccamadore in Messina. Monnik Josaphat Atzele uit de abdijstaat Santissimo Salvatore in Messina was leraar Oudgrieks en bezat ook een Griekse versie van de brief. Mogelijk ging het om hetzelfde origineel. Het is alleszins verloren geraakt.
Het eerste deel van de brief gaat over de lange belegering van Syracuse tot zijn gevangenschap in Syracuse bij commandant Semnoen. Theodosius verhaalt bijvoorbeeld in detail welke type aanvalstorens de Arabieren gebruikten. Over de hongersnood bij de uitgehongerde Syracusianen vertelt hij dat het leidde naar kannibalisme. Ook de angst voor de val van de stad bij hemzelf en anderen staat in de brief. Verder vermeldt hij de smerige omstandigheden van zijn gevangenschap. Hij zat er maanden zonder daglicht tussen uitwerpselen en ratten.
Het tweede deel van de brief gaat over zijn gevangenschap in de hoofdstad Palermo. Ook de bisschop van Syracuse met twee diakens zaten er opgesloten. De gevangenis was overbevolkt met christelijke en Joodse gevangenen maar ook met gevangen Arabieren. Nipt kon de bisschop van Syracuse ontsnappen aan executie. Dit was het gevolg van tussenkomst door lokale Arabische functionarissen in Palermo. Theodosius omschreef de emir van Sicilië als hooghartig op zijn troon gezeten.

## Gedicht
Een korter werk van Theodosius is een versdicht van acht verzen in twee strofen. Het is een ode in anacreontische stijl. Theodosius huldigt de Byzantijnse inwoners van Syracuse die de Arabische belegering doorstaan.